# Меріборо (Квінсленд)
Мерібо́ро (англ. Maryborough) — місто в Австралії. Розташований на річці Мері в південно-східній частині Квінсленду, приблизно за 250 км від Брисбену, адміністративного центру штату. Згідно з переписом 2006 року, чисельність населення становила 21 501 осіб.

## Населення
За даними перепису населення 2006 року, у місті мешкало 21 501 чоловік. Показники по статевих категоріях в місті були такі: 10 448 чоловіків і 11 053 жінки. Показники за віковими категоріями: 6,3 % жителів до 4 років, 14,1 % жителів від 5 до 14 років, 11,4 % жителів від 15 до 24 років, 35,9 % жителів від 25 до 54 років, 32,3 % жителів старше 55 років. Середній вік становив 41 рік.
Національний склад населення був 86,9 % австралійців, 2,6 % англійців, 1,5 % новозеландців і по 0,4 % шотландців , філіппінців та німців. Частка жителів, народжених за кордоном, становила 7,8 %. Основною мовою спілкування в місті (94,3 %) була англійська мова. За релігійною ознакою: частка англіканців становила 22,6 %, атеїстів — 18,5 %, католиків — 18,1 %, членів Об'єднаної церкви — 10,8 %.
Частка сімей, у яких були діти, становили 35,8 % жителів; частка бездітних сімей — 43,5 %; частка неповних сімей з хоча б одним з батьків — 19,1 %. Домашні господарства з однієї сім'ї становили 66,5 % всіх домашніх господарств Меріборо.
Середній щотижневий дохід на людину старше 15 років — AUD $ 345. Рівень безробіття в Меріборо в 2006 році становив 8,9 %.

## Клімат
Місто знаходиться у зоні, котра характеризується вологим субтропічним кліматом. Найтепліший місяць — січень із середньою температурою 25 °C (77 °F). Найхолодніший місяць — липень, із середньою температурою 15 °С (59 °F).
| Клімат Мериборо         | Клімат Мериборо | Клімат Мериборо | Клімат Мериборо | Клімат Мериборо | Клімат Мериборо | Клімат Мериборо | Клімат Мериборо | Клімат Мериборо | Клімат Мериборо | Клімат Мериборо | Клімат Мериборо | Клімат Мериборо | Клімат Мериборо |
| Показник                | Січ.            | Лют.            | Бер.            | Квіт.           | Трав.           | Черв.           | Лип.            | Серп.           | Вер.            | Жовт.           | Лист.           | Груд.           | Рік             |
| Середній максимум, °C   | 30              | 30              | 28              | 27              | 24              | 22              | 21              | 22              | 25              | 27              | 29              | 30              | 26              |
| Середня температура, °C | 25              | 25              | 23              | 21              | 18              | 16              | 14              | 15              | 18              | 21              | 23              | 24              | 20              |
| Середній мінімум, °C    | 20              | 20              | 18              | 16              | 12              | 10              | 8               | 8               | 12              | 15              | 17              | 19              | 15              |
| Норма опадів, мм        | 180             | 160             | 150             | 90              | 70              | 70              | 40              | 40              | 40              | 60              | 70              | 120             | 1170            |
| Днів з дощем            | 13              | 12              | 13              | 11              | 10              | 8               | 6               | 5               | 5               | 7               | 8               | 10              | 113             |
| Вологість повітря, %    | 70              | 73              | 74              | 75              | 74              | 77              | 74              | 70              | 64              | 61              | 62              | 64              | 70              |
| ----------------------- | --------------- | --------------- | --------------- | --------------- | --------------- | --------------- | --------------- | --------------- | --------------- | --------------- | --------------- | --------------- | --------------- |
| Джерело: Weatherbase    |                 |                 |                 |                 |                 |                 |                 |                 |                 |                 |                 |                 |                 |

## Персоналії
- Памела Ліндон Треверс (1899/1906 -1996) — англійська письменниця.